# Alcohol Is Free
Az Alcohol Is Free (magyarul: Ingyen van az alkohol) egy ska dal, amely Görögországot képviselte a 2013-as Eurovíziós Dalfesztiválon. A dalt a görög Koza Mostra együttes és Agathon Iakovidis adta elő görög nyelven. Egyedül a refrénben a dal címe szólalt meg angol nyelven.

## Az Eurovíziós Dalfesztivál
A dal a 2013. február 18-án rendezett görög nemzeti döntőben nyerte el az indulás jogát, ahol a nézők és a zsűri szavazatai alakították ki a végeredményt. A dal a négyfős versenyben mind a zsűrinél, mind a közönségnél első lett.
A formáció az Eurovíziós Dalfesztiválon a dalt először a május 16-án megrendezett második elődöntőben adta elő, a fellépési sorrendben kilencedikként az izlandi Eythor Ingi Ég á líf című dala után, és az izraeli Moran Mazor Rak bishvilo című dala előtt. Az elődöntőben 121 ponttal a 2. helyen végzett, így továbbjutott a döntőbe.
A május 18-án rendezett döntőben a fellépési sorrendben huszonegyedikként adta elő az azerbajdzsáni Farid Mammadov Hold Me című dala után, és az ukrán Zlata Ognevich Gravity című dala előtt. A szavazás során 152 pontot szerzett. Ez a 6. helyet jelentette a huszonhat fős mezőnyben.